# Ville-sur-Lumes
Ville-sur-Lumes ist eine französische Gemeinde mit 529 Einwohnern (Stand: 1. Januar 2022) im Département Ardennes in der Region Grand Est. Sie gehört zum Arrondissement Charleville-Mézières und ist Teil des Kantons Villers-Semeuse. 

## Geographie
Ville-sur-Lumes liegt etwa drei Kilometer ostsüdöstlich des Stadtzentrums von Charleville-Mézières. Umgeben wird Ville-sur-Lumes von den Nachbargemeinden Saint-Laurent im Norden und Westen, Gernelle im Nordosten, Issancourt-et-Rumel im Osten, Vivier-au-Court im Südosten sowie Lumes im Süden.

## Geschichte
1872 wurde die Gemeinde von der Nachbarkommune Saint-Laurent eigenständig.

## Bevölkerungsentwicklung
| Jahr                      | 1962 | 1968 | 1975 | 1982 | 1990 | 1999 | 2006 | 2013 |
| ------------------------- | ---- | ---- | ---- | ---- | ---- | ---- | ---- | ---- |
| Einwohner                 | 225  | 244  | 323  | 371  | 340  | 373  | 459  | 515  |
| Quelle: Cassini und INSEE |      |      |      |      |      |      |      |      |

## Sehenswürdigkeiten
- Gallorömische Siedlungsreste

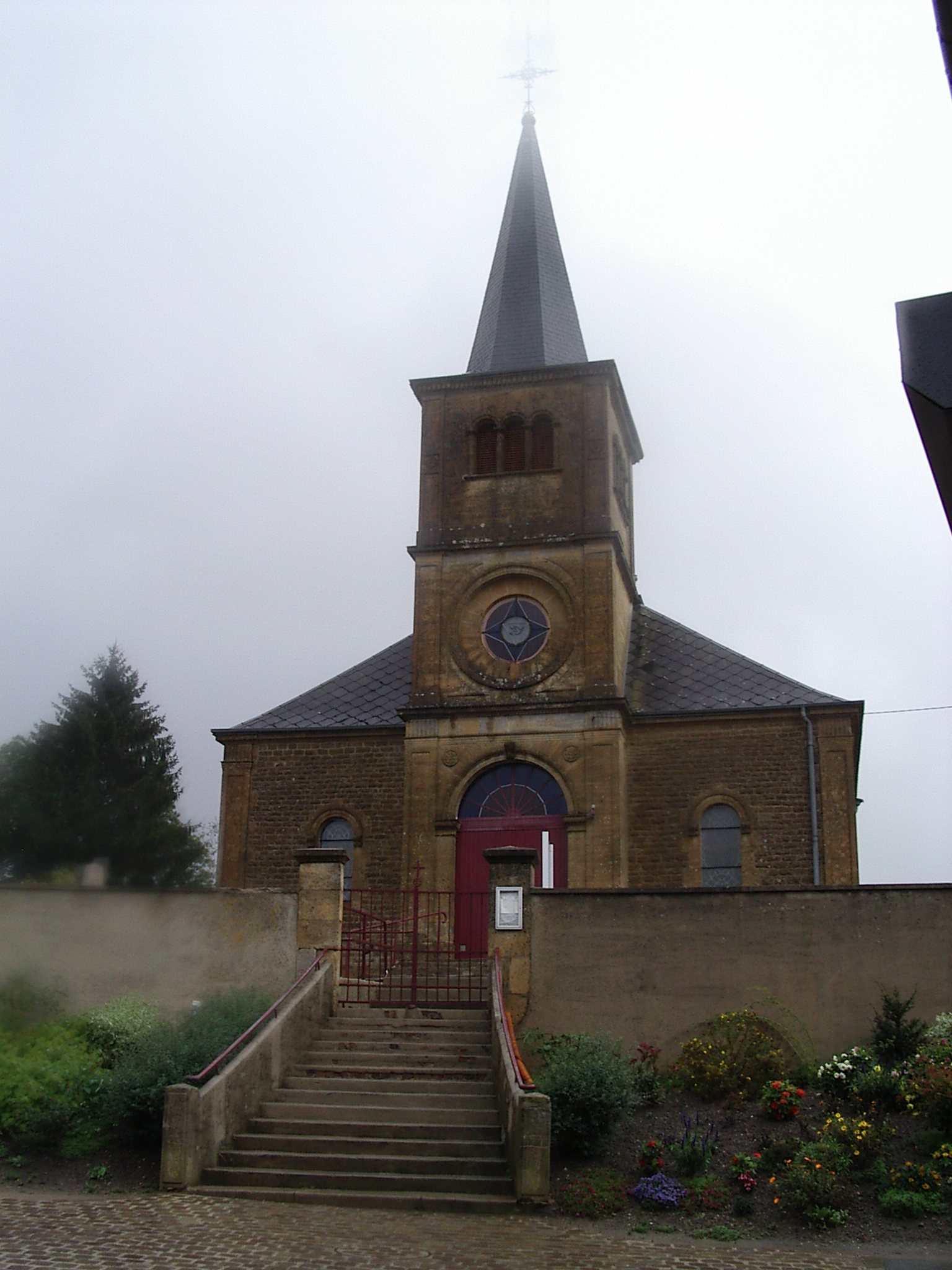
Kirche Nativité-de-la-Bienheureuse-Vierge-Marie
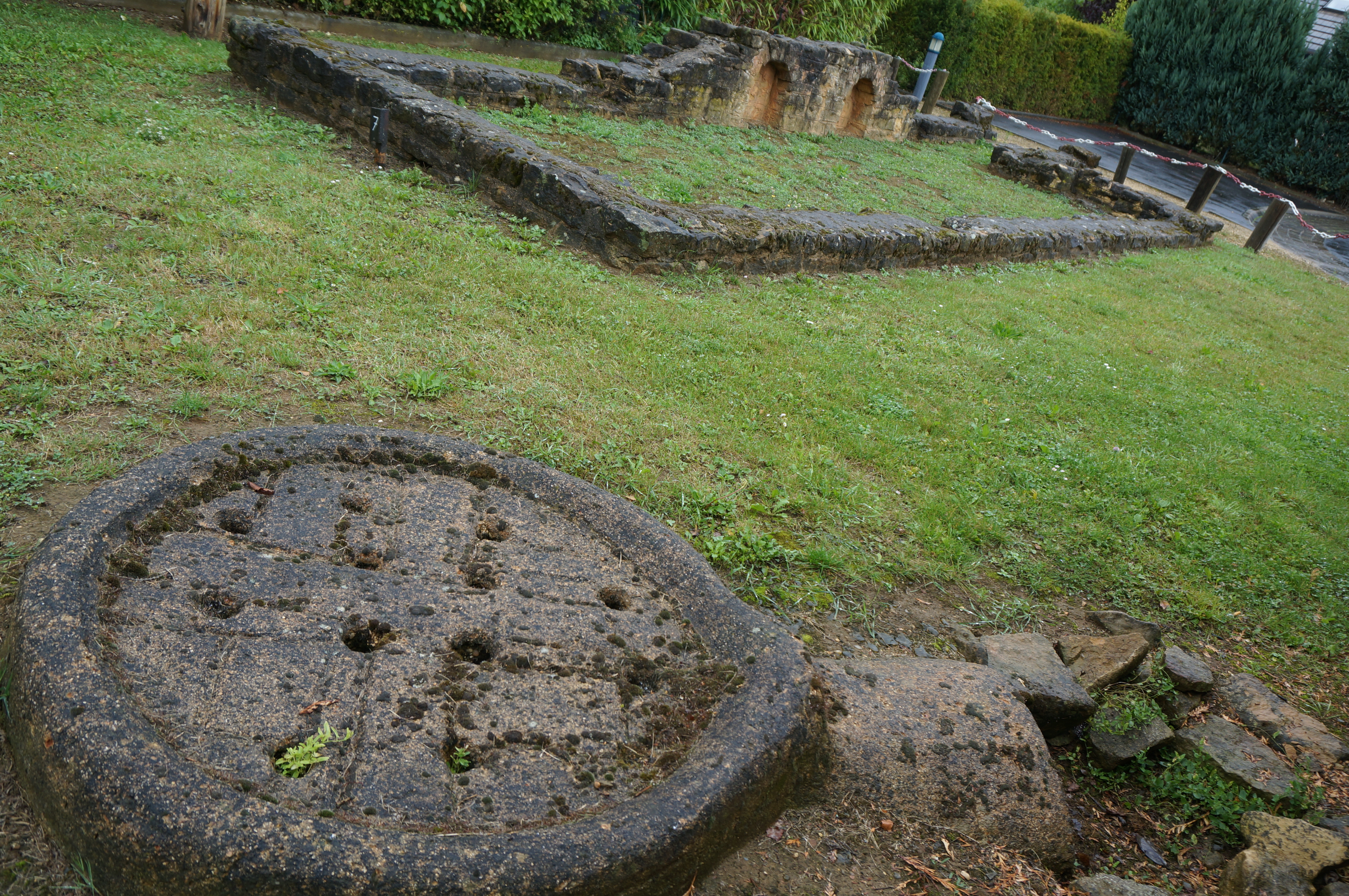
Gallorömische Siedlungsreste
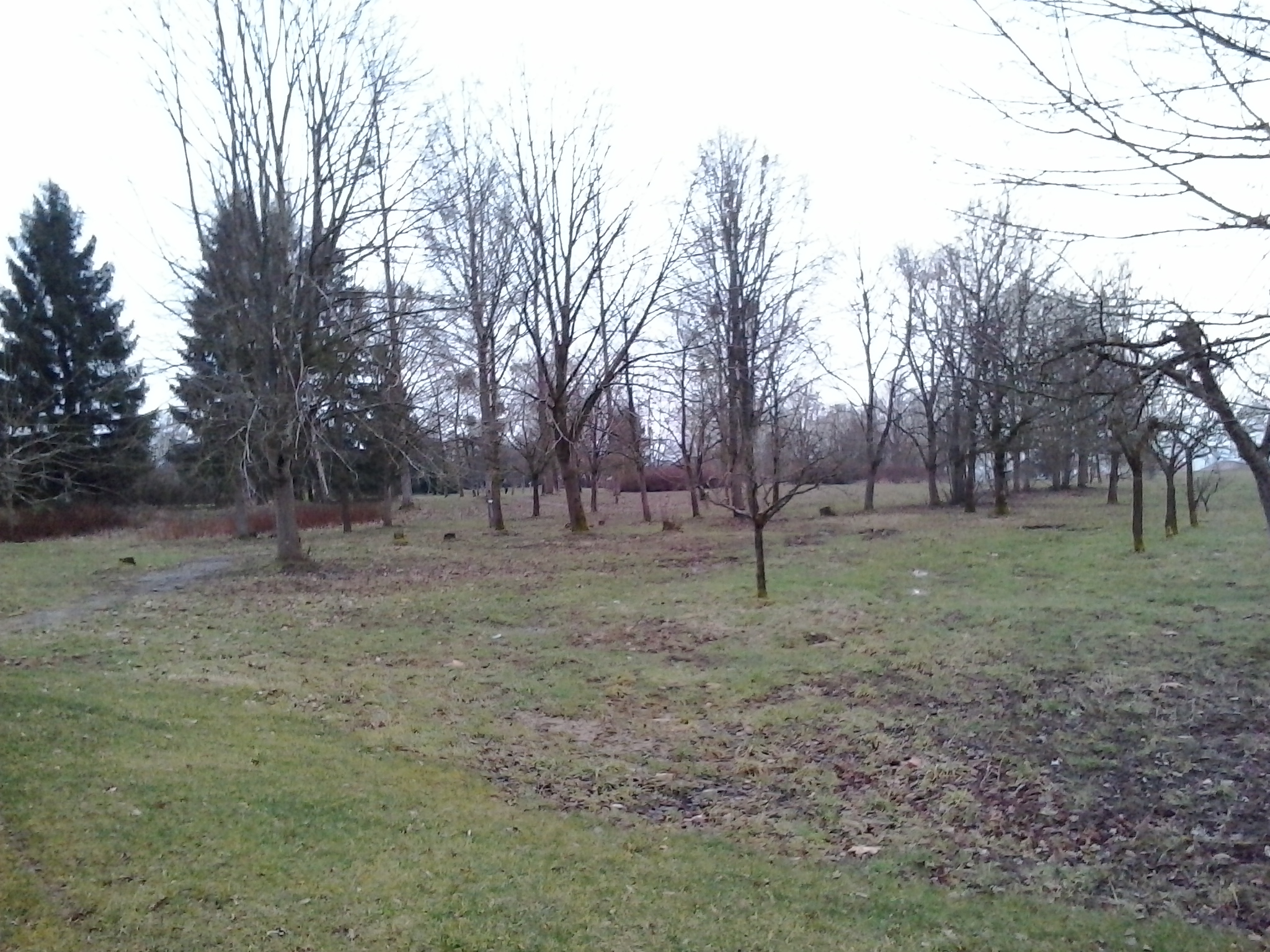
Arboretum

- Arboretum Les Sarteaux

- Kirche Nativité-de-la-Bienheureuse-Vierge-Marie
- Gallorömische Siedlungsreste
- Arboretum